# Матело, Валдо Янович
Валдо Янович Матело (Матела) (эст. Valdo Matela), до 1935 года Вальтер Мартинсон (эст. Valter Martinson; 29 сентября 1907, Таллин — 9 июля 1941, там же) — эстонский военачальник, капитан.

## Биография
Окончил Национальный университет обороны, служил в 10-м пехотном батальоне, в 1940 году командовал 3-й противотанковой ротой. Имел звание капитана. После присоединения Эстонии к СССР командовал 15-м отдельным истребительно-противотанковым дивизионом в 180-й стрелковой дивизии.
В июле 1941 года после серии поражений советских войск в Прибалтике арестован, 9 июля 1941 был расстрелян.